# 波蘭足球丙級聯賽
波蘭足球丙級聯賽(波蘭語發音：[ˈdruɡa ˈlʲiɡa])，是波蘭足球協會組織的職業足球聯賽，是波蘭足球聯賽系統中的第三級別聯賽。